# Милуоки (Орегон)
Милуоки (англ. Milwaukie) — город в округах Клакамас (большей частью) и Малтнома в штате Орегон в Соединённых Штатах Америки.
Согласно данным переписи населения США 2020 года число жителей города 
составляло 21 119 человек, что, для такого небольшого населённого пункта, существенно больше (+ 4.1%), чем было во время предыдущей переписи, проводившейся в 2010 году (20 291 человек).

## История
Милуоки был основан в 1847 году и официально заложен в 1849 году. Название было дано в честь крупнейшего города в штате Висконсин. Один из основателей города — Уиткомб прибыл в Орегон в 1848 году и поселился на пожертвованной земле, где построил лесопилку и мельницу.

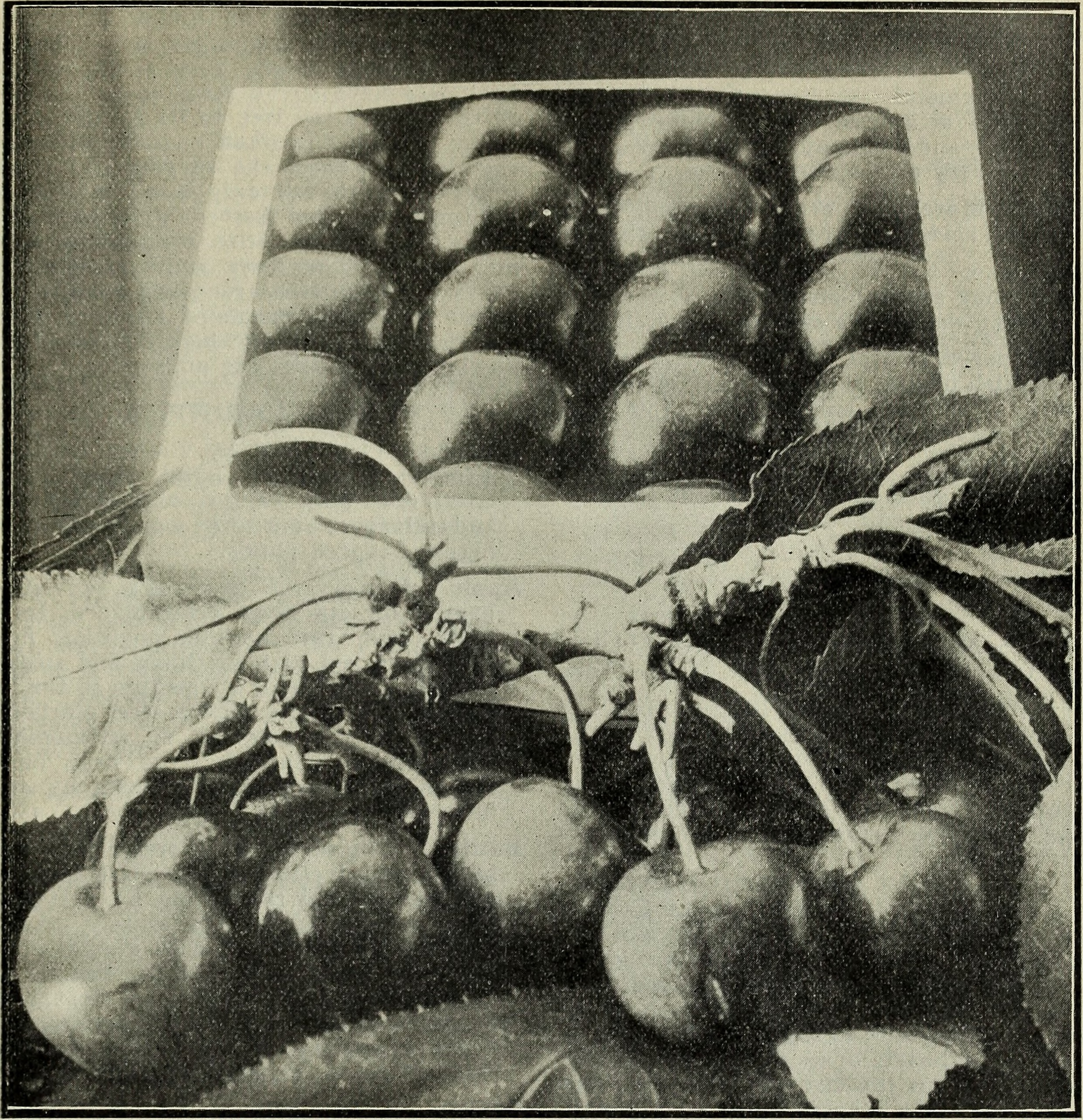
Бинг Черри
(фото 1906 года)

Милуоки некоторое время соперничал с Портлендом за лидерство, но в конечном итоге уступил, поскольку Портленд имел более глубокий и удобный порт. Первое отделение Почтовой службы США в Милуоки было открыто в 1850 году, а Уиткомб стал первым почтмейстером.
В 1870 году в городе была открыта первая железнодорожная станция.
В 1875 году в Милуоки садоводом из Орегона Сетом Левеллингом (Seth Lewelling) и его маньчжурским китайским бригадиром А Бингом был выведен сорт дикой вишни или черешни Бинг Черри, который в настоящее время является основным сортом вишни в Орегоне, Вашингтоне, Калифорнии, Висконсине и Британской Колумбии и самым производимым сортом в США.
4 февраля 1903 года Милуоки официально получил статус города.

## География
Согласно данным Бюро переписи населения США, общая площадь города составляет 4,85 квадратных мили (12,56 км2), из которых 4,82 квадратных мили (12,48 км2) приходится на сушу и 0,03 квадратных мили (0,08 км2) — на водную поверхность.